# Decolya uvarovi
Decolya uvarovi är en insektsart som beskrevs av Henry, G.M. 1932. Decolya uvarovi ingår i släktet Decolya och familjen vårtbitare. Inga underarter finns listade i Catalogue of Life.